# نيوتن د. بيكر
نيوتن د. بيكر (بالإنجليزية: Newton Diehl Baker, Jr.)‏ هو قاضي ومحامي وسياسي أمريكي، ولد في 3 ديسمبر 1871 في مرتينسبورغ في الولايات المتحدة، وتوفي في 25 ديسمبر 1937 في شاكير هايتس في الولايات المتحدة بسبب نزف داخل القحف. حزبياً، نشط في الحزب الديمقراطي. وقد انتخب وزير حرب الولايات المتحدة (1916 – 1921).

## روابط خارجية
- نيوتن د. بيكر على موقع الموسوعة البريطانية (الإنجليزية)
- نيوتن د. بيكر على موقع إن إن دي بي (الإنجليزية)